# قانون اساسی موقت ۲۰۲۵ سوریه
قانون اساسی موقت ۲۰۲۵ سوریه با عنوان رسمی اعلامیه قانون اساسی جمهوری عربی سوریه (عربی: الإعلان الدستوری للجمهوریة العربیة السوریة‎)، قانون اساسی موقت سوریه برای یک دوره انتقالی پنج‌ساله است که توسط رئیس‌جمهور سوریه، احمد الشرع، تصویب شده است.
پس از سقوط رژیم اسد در ۸ دسامبر ۲۰۲۴، حسن عبدالغنی، سخنگوی فرماندهی عملیات نظامی، از لغو قانون اساسی ۲۰۱۲ سوریه بعثی خبر داد. سپس الشرع، اعلام کرد که «اعلامیه قانون اساسی» را به عنوان یک چارچوب قانونی تا زمان ایجاد قانون اساسی جدید، صادر خواهد کرد. در ۲ مارس ۲۰۲۵، او کمیته‌ای را برای پیش‌نویس اعلامیه قانون اساسی جدید برای نظارت بر دوره انتقالی کشور تشکیل داد و در ۱۳ مارس، قانون اساسی موقت را امضا کرد که به مدت پنج سال، معتبر خواهد بود.
اصلاحات قانون اساسی، در بحبوحه بی‌ثباتی مداوم، از جمله تهدیدات تجزیه کشور توسط بقایای نیروهای حامی اسد، شبه‌نظامیان دروزی و تهاجم نظامی اسرائیل، تنش‌های فرقه‌ای و کشتار جمعی در مناطق علوی‌نشین صورت گرفت، همچنان که تحریم‌های بین‌المللی ناشی از جنگ داخلی سوریه، حفظ شده است.

## نمای کلی
این قانون اساسی، نظام ریاستی را با قدرت اجرایی در دست رئیس‌جمهور که وزیران را منصوب می‌کند، بدون وجود پست نخست‌وزیری، تعیین کرده است. این قانون اساسی، با حفظ آزادی عقیده و بیان، احکام اسلام را به عنوان منبع اصلی قانون، در نظر گرفته است. مجلس خلق برای نظارت بر تدوین قانون اساسی دائمی جدید، به عنوان مجلس موقت در دوره انتقالی پنج ساله، همچنان حفظ شده است. رئیس‌جمهور، یک‌سوم اعضای مجلس خلق را انتخاب می‌کند و قضات را در دادگاه قانون اساسی، بدون نیاز به تأیید مجلس، منصوب می‌کند. دو سوم باقی‌مانده از طریق کمیسیون‌هایی انتخاب می‌شوند که توسط کمیته تعیین شده توسط رئیس‌جمهور، نظارت می‌شود.
این قانون اساسی، برخی از عناصر قبلی خود را حفظ کرده است، از جمله الزام مسلمان بودن رئیس‌جمهور و اینکه فقه اسلامی به عنوان پایه اصلی قانون‌گذاری عمل کند. قانون اساسی، وعده برابری را برای همه شهروندان بدون توجه به پیشینه‌های جمعیتی و مذهبی داده است. نیروهای مسلح فعلی سوریه به عنوان یک نهاد ملی حرفه‌ای تعیین شده‌اند و گروه‌های مسلح غیرمجاز را از حضور در کشور، منع می‌کند. همچنین حمایت عمومی از رژیم سابق اسد، جرم‌انگاری شده است.
قانون اساسی، پرچم اصلی استقلال ۱:۲ را به عنوان پرچم اصلی تعیین کرد. با این حال، متن نهایی در نهایت نسبت ۲:۳ را حفظ کرد.